# Distrito Escolar Independiente de Hurst-Euless-Bedford

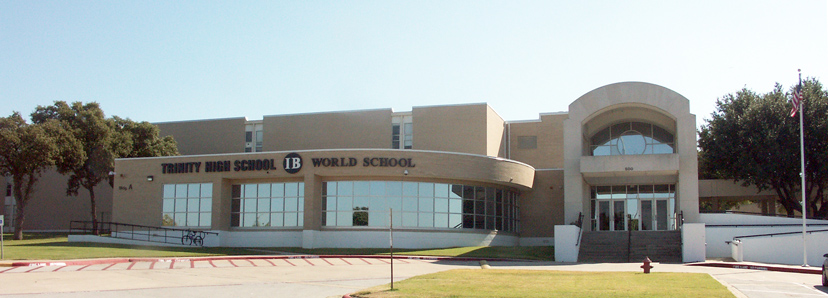
Escuela Preparatoria Trinity

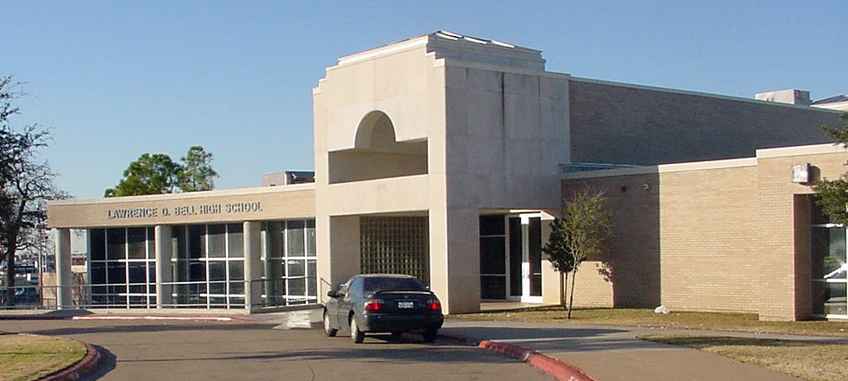
Escuela Preparatoria L. D. Bell

El Distrito Escolar Independiente de Hurst-Euless-Bedford (Hurst-Euless-Bedford Independent School District o HEB ISD en inglés) es el distrito escolar del estado de Texas, Estados Unidos. Su sede está en Bedford.

## Escuelas

### Escuelas secundarias
- Escuela Preparatoria Lawrence D. Bell
- Escuela Preparatoria Trinity

### Escuelas medias
- Bedford Junior High School
- Central Junior High School
- Euless Junior High School
- Harwood Junior High School
- Hurst Junior High School

### Escuelas primarias
- Bedford Heights Elementary School
- Bell Manor Elementary School
- Bellaire Elementary School
- Donna Park Elementary School
- Harrison Lane Elementary School
- Hurst Hills Elementary School
- Lakewood Elementary School
- Meadow Creek Elementary School
- Midway Park Elementary School
- North Euless Elementary School
- Oakwood Terrace Elementary School
- River Trails Elementary School
- Shady Brook Elementary School
- Shady Oaks Elementary School
- South Euless Elementary School
- Spring Garden Elementary School
- Stonegate Elementary School
- Viridian Elementary School
- West Hurst Elementary School
- Wilshire Elementary School